# False Alarm
"False Alarm" é uma canção do cantor e compositor canadense The Weeknd, lançada como um single promocional de seu terceiro álbum de estúdio Starboy, em 29 de setembro de 2016.

## Antecedentes e composição
Após o lançamento da faixa-título em 22 de setembro de 2016, seguindo o lançamento da capa e do título de Starboy no dia anterior, "False Alarm" foi lançada como um single promocional em 29 de setembro de 2016. A letra da canção gira em torno de drogas, relações não românticas e materialismo.